# Jacques Secrétin
Jacques Secrétin (Carvin, 18 de marzo de 1949 - 25 de noviembre de 2020) fue un jugador de tenis de mesa internacional francés.

## Biografía
Nació en Carvin en la región minera de Norte-Paso de Calais al norte de Francia. Provenía de una familia de campeones de tenis de mesa. Zurdo, comenzó a competir desde los ocho años.
De 1974 a 1986 ganó varias medallas en individuales, dobles y eventos por equipos en el Campeonato Europeo de Tenis de Mesa y cinco medallas en el Campeonato Mundial de Tenis de Mesa.
Ganó una medalla de oro en el evento de dobles mixtos con Claude Bergeret en el Campeonato Mundial de Tenis de Mesa de 1977 en Birmingham.
En una carrera de 26 años, estuvo con Jean-Philippe Gatien, uno de los jugadores de tenis de mesa más exitosos de Francia, fue campeón mundial de dobles mixtos en 1977 con Claude Bergeret, 3 veces medalla de bronce en dobles masculinos, cuádruple campeón de Europa (incluido un individuales en 1976 contra el soviético Anatoly Strokatov en la final y dobles con Patrick Birocheau), 61 veces campeón de Francia (17 veces en individuales masculinos, 10 veces en dobles masculinos, dobles mixtos 11 veces, 6 veces con Claude Bergeret y 4 veces con Martine Le Bras, 23 veces en equipos).
Falleció el 25 de noviembre de 2020 a la edad de setenta y un años.